# 니이다촌 (아키타현 가와베군)
니이다촌(仁井田村)은 아키타현 가와베군에 설치되었던 촌이다. 현재의 아키타시에 해당한다.